# Těžiště útoku
Těžiště útoku je vojenský termín, který označuje klíčový prostor, kam je hlavní úder veden, respektive kde útočník hodlá dosáhnout rozhodujícího a hlavního úspěchu. Často se do značné míry kryje s kriticky slabými úseky nepřátelských pozic či s primárním cílem operace.